# Cmentarz żydowski w Lipanach

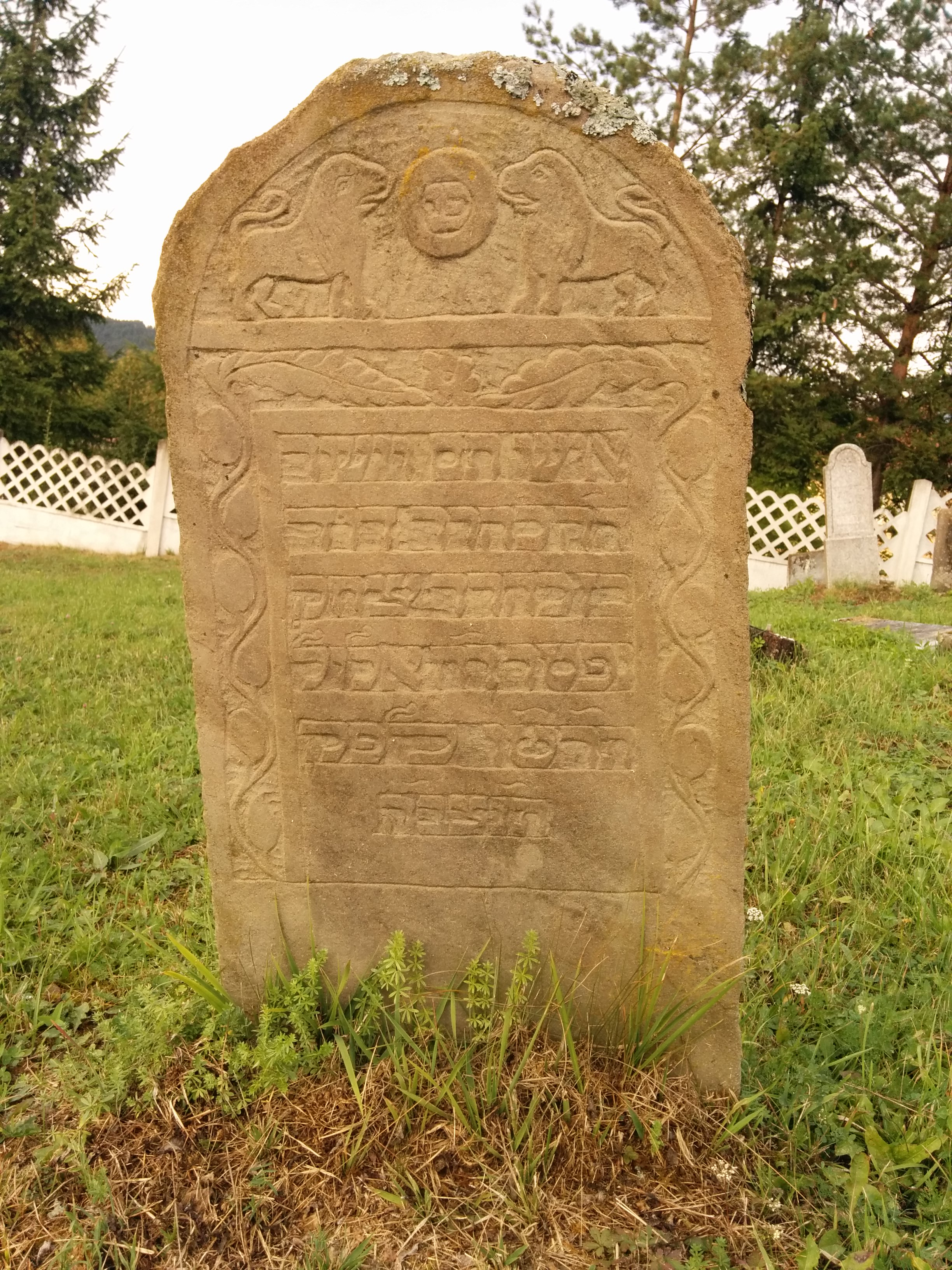
Jedna z zachowanych macew

Cmentarz żydowski w Lipanach na Słowacji – powstał najprawdopodobniej w XIX wieku. Do naszych czasów zachowało się - według różnych szacunków - od stu do pięciuset macew.